# ريبيكا كريسكوف
ريبيكا كريسكوف (مواليد 1 فبراير 1971) هي ممثلة أمريكية، عرفت لدورها في مسلسل نزل بيتس.

## وصلات خارجية
- ريبيكا كريسكوف على موقع IMDb (الإنجليزية)
- ريبيكا كريسكوف على موقع ميتاكريتيك (الإنجليزية)
- ريبيكا كريسكوف على موقع روتن توميتوز (الإنجليزية)
- ريبيكا كريسكوف على موقع ألو سيني (الفرنسية)
- ريبيكا كريسكوف على موقع تيرنر كلاسيك موفيز (الإنجليزية)
- ريبيكا كريسكوف على موقع أول موفي (الإنجليزية)
- ريبيكا كريسكوف على موقع قاعدة بيانات برودواي على الإنترنت (الإنجليزية)
- ريبيكا كريسكوف على موقع قاعدة بيانات الفيلم (الإنجليزية)
- ريبيكا كريسكوف على موقع ليتربوكسد (الإنجليزية)
- ريبيكا كريسكوف على موقع كينوبويسك (الروسية)